# Vojna zvezd
Vojna zvezd (v izvirniku angleško Star Wars) je ameriška znanstvenofantastična medijska franšiza, ki jo je ustvaril ameriški filmski režiser in producent George Lucas in je v lasti njegovega nekdanjega produkcijskega podjetja Lucasfilm, zdaj podružnice Walt Disney Studios. Zgodbe Vojne zvezd pripovedujejo o dogajanju »pred davnimi časi v galaksiji daleč, daleč stran«, njihov osrednji del pa je serija filmov, ki so izhajali v letih 1977 do 2019 in so dobili skupno ime »Saga o Skywalkerjih« (The Skywalker Saga), saj se osredotoča na tragični lik Anakina Skywalkerja/Dartha Vaderja in njegovo družino. Glavni motiv zgodbe je sicer epski boj med dobrim in zlim, ki ga ponazarja dualnost metafizične Sile, v prostranosti galaksije.
Filmi tvorijo tri trilogije, pri čemer je druga nastala najprej (prvi film leta 1977 je imel naslov preprosto Vojna zvezd in je bil naknadno preimenovan v Vojna zvezd: Epizoda IV - Novo upanje), nakar je Lucas posnel pred-trilogijo, leta 2012 pa je prodal svoje produkcijsko podjetje Disneyju, pod upravo katerega je bila posneta še nadaljevalna trilogija. Pri slednji Lucas ni imel več vidnejše vloge. Praktično takoj po izidu je Vojna zvezd postala pop-kulturni fenomen na Zahodu, v njenem sklopu je nastala vrsta sorodnih del, vključno z romani, televizijskimi serijami, videoigrami, stripi idr.; zdaj velja za eno najprepoznavnejših ter komercialno najuspešnejših medijskih franšiz na svetu. Samo filmi so s predvajanjem v kinematografih po svetu prinesli več kot 10 milijard USD, s čimer so druga najdonosnejša filmska franšiza vseh časov. Skupaj z ostalimi uspešnimi franšizami konca 20. stoletja, kot so Zvezdne steze, Osmi potnik in Terminator, so približali žanr najširšemu občinstvu.
Do leta 2014 so izpeljana in licencirana dela opisovali s krovnim izrazom Razširjeno vesolje (Expanded Universe). Podjetje Lucasfilm je bdelo nad kontinuiteto zgodbe in skrbelo, da tvori svet Vojne zvezd logično zaključeno celoto brez protislovij. Disney je po prevzemu za nazaj označil vse razen dotedanjih šestih filmov glavne serije in animiranega filma Vojna klonov z istoimensko TV-serijo za »nekanonično«, da množica stranskih zgodb razširjenega vesolja, ki obsegajo precej večji časovni razpon kot sama serija, z možnimi protislovji ne bi ovirala načrtovane pripovedi. Vse ponovne izdaje teh del odtlej izhajajo pod blagovno znamko Legends, nova pa so »kanon«.

## Filmi

### Glavna serija
Po datumu izida:
- Izvirna trilogija:
  - Epizoda IV – Novo upanje (A New Hope) - 1977
  - Epizoda V – Imperij vrača udarec ( Empire Strikes Back) - 1980
  - Epizoda VI – Vrnitev jedija (Return of the Jedi) - 1983
- Pred-trilogija:
  - Epizoda I – Grozeča prikazen (The Phantom Menace) - 1999
  - Epizoda II – Napad klonov (Attack of the Clones) - 2002
  - Epizoda III – Maščevanje Sitha (Revenge of the Sith) - 2005
- Nadaljevalna trilogija:
  - Epizoda VII – Sila se prebuja (The Force Awakens) - 2015
  - Epizoda VIII – Poslednji Jedi (The Last Jedi) - 2017
  - Epizoda IX – Vzpon Skywalkerja (The Rise of Skywalker) - 2019

### Antologijski filmi
- Rogue One – zgodba Vojne zvezd (Rogue One: A Star Wars Story) - 2016
- Solo – zgodba Vojne zvezd (Solo: A Star Wars Story) - 2019

Samostojni »antologijski« filmi so začeli izhajati vzporedno z zadnjo trilogijo pod Disneyjevim vodstvom. Serija je še v nastajanju.

## Videoigre
- Star Wars Jedi Knight:Dark Forces
- Star Wars Jedi Knight:Dark Forces 2
- Star Wars Jedi Knight 2: Jedi Outcast
- Star Wars Jedi Knight 3: Jedi Academy
- Star Wars Knights of the Old Republic
- Star Wars Knights of the Old Republic 2: The Sith Lords
- Star Wars Battlefront
- Star Wars Battlefront 2
- Star Wars Battlefront: Regenade Squadron
- Star Wars Republic Commando
- Lego Star Wars: The Video Game
- Lego Star Wars: The Original Trilogy
- Lego Star Wars: The Complete Saga
- Star Wars Empire at War
- Star Wars Empire at War: Forces of Coruption
- Star Wars Galaxies
- Star Wars: The Force Unleashed
- Star Wars: KOTOR
- Star Wars Jedi: Fallen order
- Star Wars Jedi: Survivor